# Referendum w Szwecji w 1922 roku

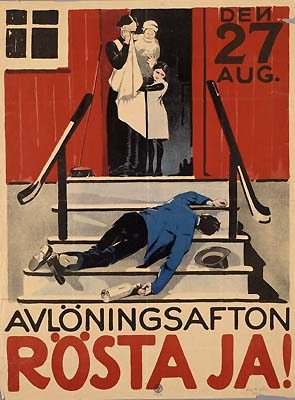
plakat wzywający do głosowania za prohibicją

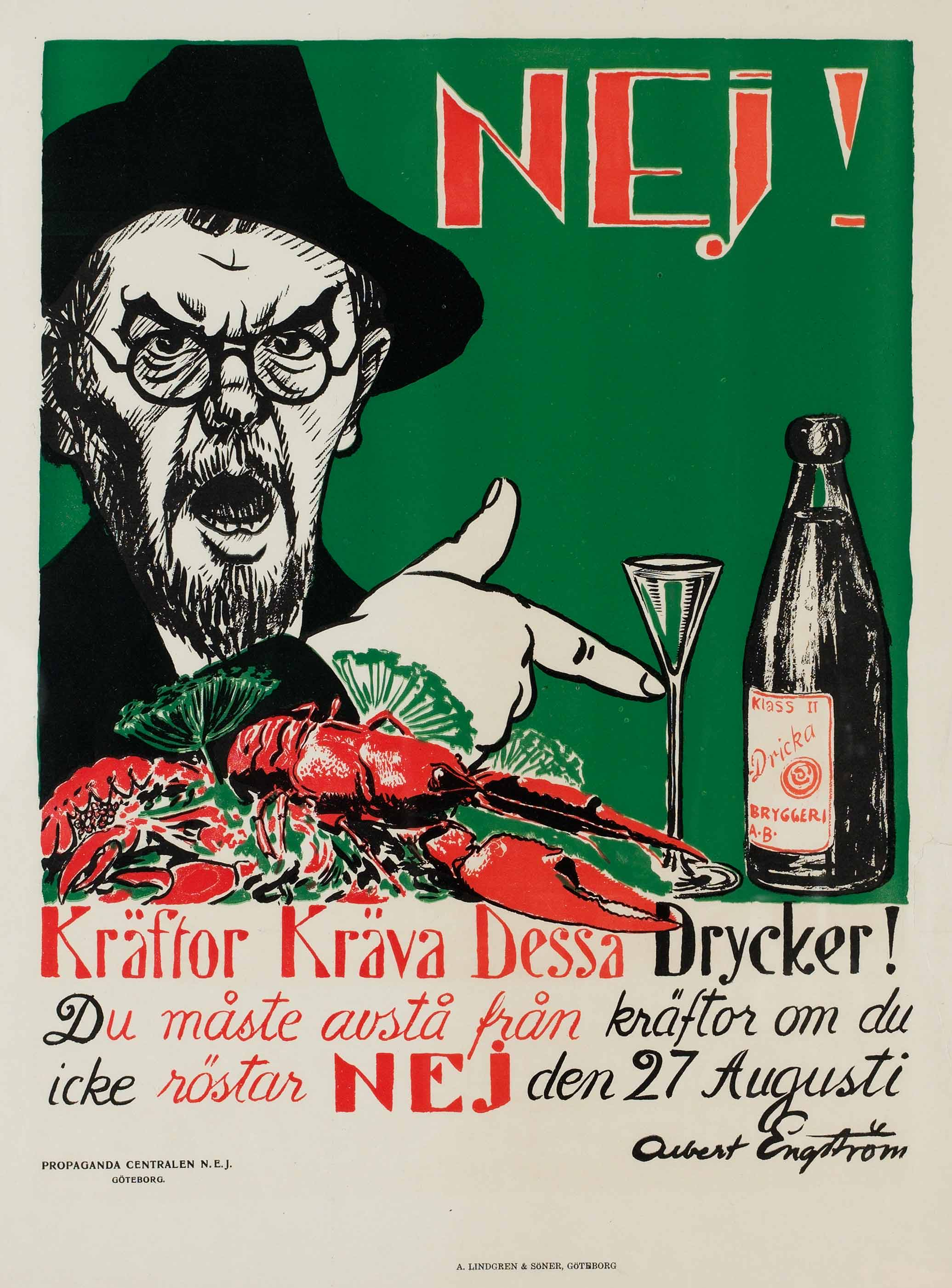
plakat wzywający do głosowania przeciw prohibicji

Referendum w Szwecji w 1922 roku zostało przeprowadzone 27 sierpnia 1922. Przedmiotem referendum było wprowadzenie prohibicji. Przeciwko jej wprowadzeniu opowiedziało się 51% glosujących (925 097), za prohibicją było 49% (889 132). Frekwencja wyniosła 55,1% (1 820 452 z 3 302 483 uprawnionych, 6 223 głosy uznano za nieważne).